# Pontault-Combault
Pontault-Combault é uma comuna francesa localizada na região administrativa da Île-de-France, no departamento Sena e Marne. A comuna tem 38 135 habitantes segundo o censo de 2014.
Pontault-Combault é a quarta cidade mais populosa do departamento depois de Chelles, Meaux e Melun.

## Toponímia
- Combault : Cumbellis, diminutivo em -ellum (ver abaixo) do gaulês latinizado cumba= vale estreito, às vezes vale seco > francês antigo e médio combe = vale (chamado de "vieilli" no século XVII). Deveria ser escrito "Combeau" conforme a etimologia.
- Pontault : Pontelz 1079, do derivado romano de ponte, ponticellu(m). Nome de um "pontilhão" sobre o riacho de Morbras. Ponticellu > *Pontilce, *Pontelce por metátese > Pontelz > *Ponteauz. Deveria ser escrito "Ponteaux" conforme a etimologia. A grafia atual como para Combault é influenciada pela do sufixo -aud (germânico -(w)ald), por vezes, denotado -ault em alguns nomes próprios (Cf. Renault por Renaud). Esta é portanto uma cacografia.
- Berchères vem de "bercheria" = ovelhas, e Pontillault é um diminutivo de Pontault.

## História
A comuna foi formada em 1839 por fusão das comunas de Pontault e de Combault. Uma das glórias de Combault foi ter tido o marechal François Joseph Lefebvre como prefeito entre 1813 e 1820. Lefebvre era casado com Catherine Hubscher, popularizada sob o nome de "Madame Sans-Gêne" por Victorien Sardou na peça de teatro de mesmo nome.

## Geminação
Desde 1978, o município esta geminado com o concelho português de Caminha.

## Cultura local e patrimônio

### Patrimônio religioso
- Igreja Saint-Denis (século XIII). Esta igreja tem um enorme sino chamado Sainte Marie.

### Lugares e monumentos
- Castelo de Combault (atualmente a Prefeitura), que data do século XVIII. O interior foi completamente remodelado em 1970. Ele abriu após a guerra e até a década de 1960, o OPJEJ (Ofício de proteção das crianças judias). Essas crianças foram todas educadas no grupo escolar Émile-Pajot (primário e secundário).
- Château Candalle (atualmente uma escola), reconstruído durante o século XIX. Há muito tempo abrigou uma escola maternal e uma escola primária antes da construção do grupo escolar des Acacias.
- Château du Bois La Croix, final do século XIX.
- Centro fotográfico da Ilha de França, centro de arte dedicado à fotografia e à imagem contemporânea.